# Asjkenazi-synagoge

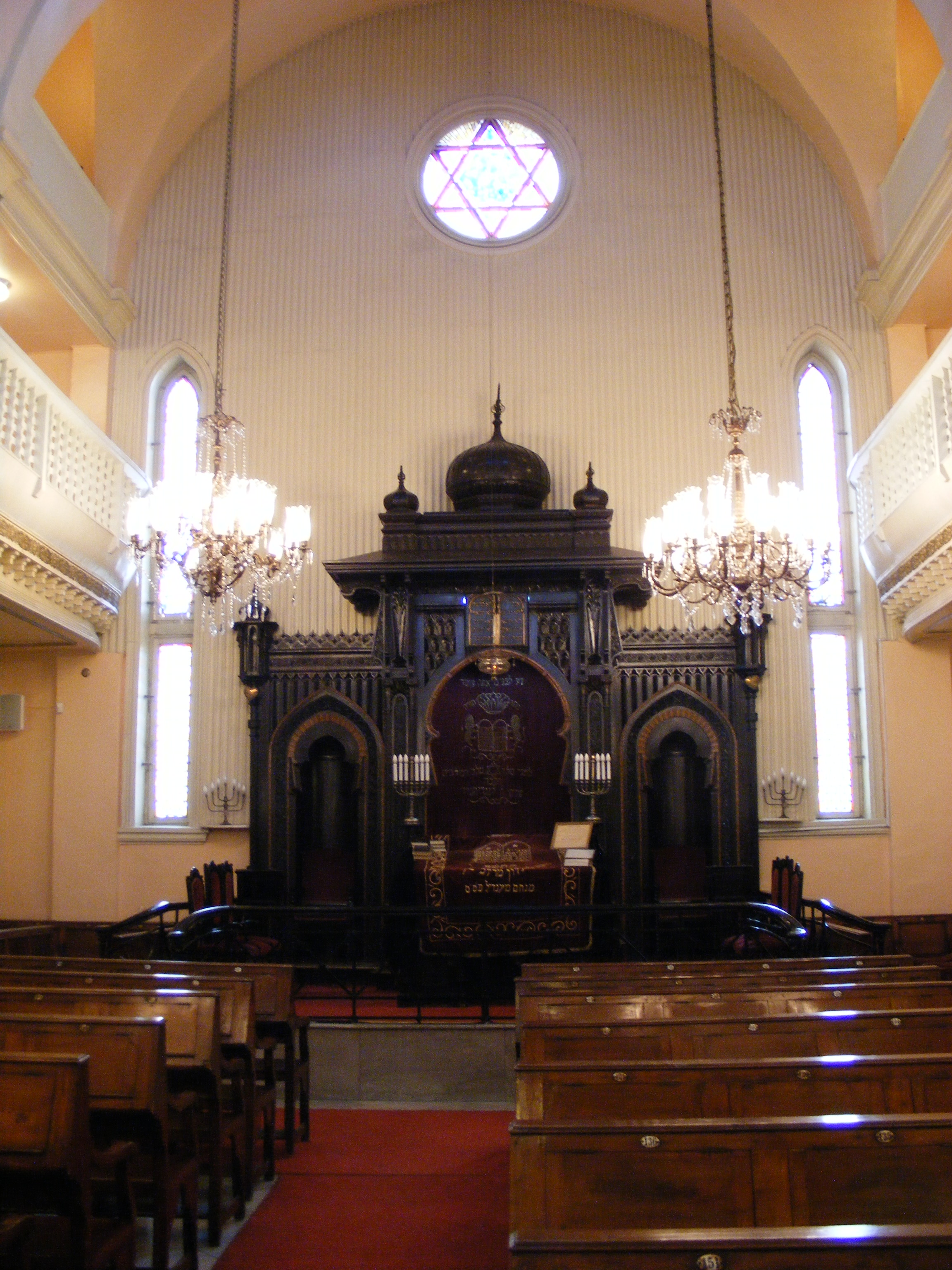
Interieur van de Ashkenazi-synagoge

De Ashkenazi-synagoge (Turks: Aşkenaz Sinagogu) is een synagoge in Istanboel, Turkije. De synagoge ligt in de buurt van de Galatatoren in de wijk Beyoğlu. De synagoge werd opgericht door Joden van Oostenrijkse afkomst in 1900. Het is gemaakt voor de Asjkenazische Joden die 4 procent vormt van de totale Joodse bevolking van Turkije.
De synagoge kan doordeweeks worden bezocht en voor de Sjabbat-diensten op zaterdagochtend. In de synagoge worden bruiloften, bar mitswa en andere religieuze plechtigheden gehouden volgens de Ashkenazische traditie.